# Bumi Hamtatai
Bumi Hamtatai is een bestuurslaag in het regentschap Lampung Barat van de provincie Lampung, Indonesië. Bumi Hamtatai telt 3347 inwoners (volkstelling 2010).